# Wolters Kluwer Hungary Kft.
A Wolters Kluwer Hungary Kft. a hollandiai Wolters Kluwer kiadói cég magyarországi leányvállalata.  Mai formájában 1998-ban KJK–KERSZÖV Jogi és Üzleti Kiadó Kft. (röviden: KJK-KERSZÖV Kft.)  néven alakult meg. Neve 2005-ben változott CompLex Kiadó Kft.-re, majd 2013. október 1-jétől Wolters Kluwer Kft.-re. A Wolters Kluwer Kft. 2018. június 1-jétől Wolters Kluwer Hungary Kft. néven működik tovább.

## Története
A cég több mint 30 éves története időrendi sorrendben így alakult:
A legkorábbi jogelőd, a Közgazdasági és Jogi Könyvkiadó (rövidítve: KJK) állami vállalatként alakult meg 1955-ben. A vállalat a rendszerváltást követően dolgozói részvényekből részvénytársasággá alakult.
1993-ban a  Kerszöv Computer Kft. piacra dobta a CompLex CD Jogtárat.
1995-ben a holland Wolters Kluwer csoport megvásárolta a KJK-t, valamint néhány kisebb, hasonló profilú kiadót (Novorg, Napraforgó, Invenció), majd 1997-ben a KJK megvásárolta a Verzál Kft.-től a Hatályos Magyar Jogszabályok folyóirat kiadói jogát.
1998-ben a Közgazdasági és Jogi Könyvkiadó és a Kerszöv Computer Kft. egyesült KJK–KERSZÖV (KJK–Kerszöv Jogi és Üzleti Kiadó Kft.)  néven.
2002-ben A Wolters Kluwer csoport megvásárolta az ADÓ lapcsalád kiadói jogait.
2006-ban  a CD Jogtáráról ismert KJK–KERSZÖV Kft. CompLex Kiadó Jogi és Üzleti Tartalomszolgáltató Kft. néven folytatja munkáját.
2009-ben A CompLex Kiadó megvásárolta a Munkaügyi értesítő kiadási jogát a Gallicus Kft.-től.
2011-ben a  Rodin Management Service Kft. felnőttképzési üzletágának megvásárlásával létrejött a CompLex Kiadó Rodin felnőttképzési üzletága. A kiadó az Ecovit Kft.-től megvásárolja A könyvelő, A controller, az Áfa-kalauz és a Munka-adó lapok kiadási jogait.
2013-tól A CompLex Kiadó Kft. 2013. október 1-jétől Wolters Kluwer Kft. néven működik tovább.
2016-ban Megalapítják a Wolters Kluwer Jogászdíjat, amelynek célja, hogy elismerje a hazai jogász szakmai kiemelkedő teljesítményt nyújtó tagjait. A díjra minden évben egy-egy konkrét üggyel, menedzselt projekttel lehet pályázni különböző kategóriákban.
2017-ben az OptiJUS jogi adatbázis szolgáltatója a Wolters Kluwer Kft. lett.
2021-ben a Wolters Kluwer Hungary bevezette a magyar piacra a Praetor nevű praxismenedzsment szoftvert. A szakértői megoldást kifejezetten ügyvédi irodák számára fejlesztettek ki.
Ugyanebben az évben bevezették a magyar piacra a Complist nevű compliance szoftvert. Ez a szakértői megoldás olyan funkciókat tartalmaz, amellyel a szervezetek gördülékenyen, a lehető legkevesebb adminisztrációval tudnak a jogszabályi követelményeknek megfelelni.
2023-ban a Jogtár termékcsalád 30. születésnapját ünnepli. A jogelődöket is beleértve immár 30 éve segítik az ügyvédek, jogtanácsosok, bírók, ügyészek és egyéb hivatásrendek munkáját a Jogtár jogi adatbázissal.
Ugyanebben az évben lett 20 éves a Wolters Kluwer Hungary Kft. által szervezett, minden évben Visegrádon megrendezésre kerülő neves munkajogi szakmai konferencia, a Magyar Munkajogi Konferencia.